# 阿部貞市
阿部 貞市（あべ ていいち、1923年12月7日 - 2016年10月21日）は、日本の実業家。元大気社社長。

## 来歴・人物
- 1923年 - 香川県三豊郡観音寺町（現 観音寺市観音寺町）生まれ
- 1946年 - 東京帝国大学工学部応用数学科卒業
- 1946年 - 建材社入社
- 1961年 - 建材社東京支店技術次長
- 1964年 - 建材社取締役
- 1971年 - 建材社常務取締役
- 1973年 - 大気社に社名変更
- 1977年 - 大気社専務取締役
- 1984年 - 大気社営業本部長
- 1985年 - 大気社代表取締役社長
- 2001年 - 大気社代表取締役会長
- 2003年 - 大気社相談役

## 著書
- 『建築設備大系4暖房換気空気調和』（共著）